# فرانكلينفيل (كارولاينا الشمالية)
فرانكلينفيل (بالإنجليزية: Franklinville, North Carolina)‏ هي بلدة أمريكية تقع في الولايات المتحدة في مقاطعة راندولف. يقدر عدد سكانها بـ 1,164 نسمة ومساحتها 3.2 كم2 ووترتفع عن سطح البحر 146 متر.

## التركيبة السكانية
حدّد مكتب تعداد الولايات المتحدة بيانات التركيبة السكانية لفرانكلينفيل في تعداد الولايات المتحدة. في ما يلي، التركيبة السكانية حسب تعدادي 2000 و2010.

### تعداد عام 2000
بلغ عدد سكان فرانكلينفيل 1,258 نسمة بحسب تعداد عام 2000، وبلغ عدد الأسر 441 أسرة وعدد العائلات 324 عائلة مقيمة في البلدة. في حين سجلت الكثافة السكانية 296.7 نسمة لكل كيلومتر مربع (768.4/ميل2). وبلغ عدد الوحدات السكنية 575 وحدة بمتوسط كثافة قدره 135.6 لكل كيلومتر مربع (351.2/ميل2).
وتوزع التركيب العرقي للبلدة بنسبة 78.22% من البيض و10.10% من الأمريكيين الأفارقة و0.95% من الأمريكيين الأصليين و0.56% من الأمريكيين ذوي الأصول الآسيوية و8.59% من الأعراق الأخرى و1.59% من عرقين مختلطين أو أكثر و16.45% من الهسبانيون أو اللاتينيون من أي عرق.
بلغ عدد الأسر 441 أسرة كانت نسبة 47.6% منها لديها أطفال تحت سن الثامنة عشر تعيش معهم، وبلغت نسبة الأزواج القاطنين مع بعضهم البعض 49.4% من أصل المجموع الكلي للأسر، ونسبة 18.1% من الأسر كان لديها معيلات من الإناث دون وجود شريك،  بينما كانت نسبة 5.9% من الأسر لديها معيلون من الذكور دون وجود شريكة وكانت نسبة 26.5% من غير العائلات. تألفت نسبة 21.5% من أصل جميع الأسر من عدة أفراد يعيشون في نفس المنزل ونسبة 7.5% كانت تتألف من شخص يعيش بمفرده يبلغ من العمر 65 عاماً أو أكثر. وبلغ متوسط حجم الأسرة المعيشية 2.85، أما متوسط حجم العائلات فبلغ 3.23.
بلغ العمر الوسطي للسكان 27.5 عاماً. وكانت نسبة 31.9% من القاطنين تحت سن الثامنة عشر، وكانت نسبة 13.7% بين الثامنة عشر والرابعة والعشرين عاماً، ونسبة 31.5% كانت واقعةً في الفئة العمرية ما بين الخامسة والعشرين والرابعة والأربعين عاماً، ونسبة 14.8% كانت ما بين الخامسة والأربعين والرابعة والستين، ونسبة 8.2% كانت ضمن فئة الخامسة والستين عاماً فما فوق. يوجد لكل 100 أنثى 95.3 ذكر، ويوجد لكل 100 أنثى في الثامنة عشر من عمرها فما فوق 92.6 ذكر.
بلغ متوسط دخل الأسرة في البلدة 29,390 دولارًا، أما متوسط دخل العائلة فبلغ 32,679 دولارًا. وكان متوسط دخل الذكور 26,141 دولارًا مقابل 16,364 دولارًا للإناث. وسجل دخل الفرد الخاص بالبلدة 13,352 دولارًا. وكانت نسبة 15.8% من العائلات ونسبة 19.8% من السكان تحت خط الفقر، وكان من هؤلاء نسبة 28% تحت سن الثامنة عشر ونسبة 13.1% في الخامسة والستين من العمر وما فوق.

### تعداد عام 2010
بلغ عدد سكان فرانكلينفيل 1,164 نسمة بحسب تعداد عام 2010، وبلغ عدد الأسر 388 أسرة وعدد العائلات 304 عائلة مقيمة في البلدة. في حين سجلت الكثافة السكانية 274.5 نسمة لكل كيلومتر مربع (711.0/ميل2). وبلغ عدد الوحدات السكنية 438 وحدة بمتوسط كثافة قدره 103.3 لكل كيلومتر مربع (267.5/ميل2).
وتوزع التركيب العرقي للبلدة بنسبة 76.20% من البيض و10.57% من الأمريكيين الأفارقة و11.43% من الأعراق الأخرى و1.80% من عرقين مختلطين أو أكثر و24.57% من الهسبانيون أو اللاتينيون من أي عرق.
بلغ عدد الأسر 388 أسرة كانت نسبة 47.7% منها لديها أطفال تحت سن الثامنة عشر تعيش معهم، وبلغت نسبة الأزواج القاطنين مع بعضهم البعض 46.9% من أصل المجموع الكلي للأسر، ونسبة 23.5% من الأسر كان لديها معيلات من الإناث دون وجود شريك،  بينما كانت نسبة 8% من الأسر لديها معيلون من الذكور دون وجود شريكة وكانت نسبة 21.6% من غير العائلات. تألفت نسبة 17.3% من أصل جميع الأسر من عدة أفراد يعيشون في نفس المنزل ونسبة 4.9% كانت تتألف من شخص يعيش بمفرده يبلغ من العمر 65 عاماً أو أكثر. وبلغ متوسط حجم الأسرة المعيشية 3.00، أما متوسط حجم العائلات فبلغ 3.28.
بلغ العمر الوسطي للسكان 32.9 عاماً. وكانت نسبة 32% من القاطنين تحت سن الثامنة عشر، وكانت نسبة 8.7% بين الثامنة عشر والرابعة والعشرين عاماً، ونسبة 28.1% كانت واقعةً في الفئة العمرية ما بين الخامسة والعشرين والرابعة والأربعين عاماً، ونسبة 21.9% كانت ما بين الخامسة والأربعين والرابعة والستين، ونسبة 9.3% كانت ضمن فئة الخامسة والستين عاماً فما فوق. وتوزع التركيب الجنسي للسكان بنسبة 49.1% ذكور و50.9% إناث.